# سيدار رابيدز
سيدار رابيدز (بالإنجليزية: Cedar Rapids, Iowa)‏ هي مدينة تقع في ولاية آيوا في الولايات المتحدة. تبلغ مساحة هذه المدينة 186.66 (كم²)، وترتفع عن سطح البحر 247 م، بلغ عدد سكانها 126326 نسمة في عام 2012 حسب إحصاء مكتب تعداد الولايات المتحدة.

## التركيبة السكانية
قام مكتب تعداد الولايات المتحدة بتحديد بيانات التركيبة السكانية لسيدار رابيدزفي تعداد الولايات المتحدة. في ما يلي، التركيبة السكانية حسب تعدادي 2000 و2010.

### تعداد عام 2000
بلغ عدد سكان سيدار بوينت 53 نسمة بحسب تعداد عام 2000، وبلغ عدد الأسر 22 أسرة وعدد العائلات 13 عائلة مقيمة في المدينة. في حين سجلت الكثافة السكانية 782.8 نسمة لكل ميل مربع (302.2/كم2). وبلغ عدد الوحدات السكنية 28 وحدة بمتوسط كثافة قدره 413.5 نسمة لكل ميل مربع (159.7/كم2).
وتوزع التركيب العرقي للمدينة بنسبة 94.34% من البيض و 1.89% من الأمريكيين الأصليين و 3.77% من عرقين مختلطين أو أكثر.
بلغ عدد الأسر 22 أسرة كانت نسبة 13.6% منها لديها أطفال تحت سن الثامنة عشر تعيش معهم، وبلغت نسبة الأزواج القاطنين مع بعضهم البعض 50.0% من أصل المجموع الكلي للأسر، ونسبة 13.6% من الأسر كان لديها معيلات من الإناث دون وجود شريك، وكانت نسبة 36.4% من غير العائلات. تألفت نسبة 31.8% من أصل جميع الأسر من أفراد ونسبة 13.6% كانوا يعيش معهم شخص وحيد يبلغ من العمر 65 عاماً فما فوق. وبلغ متوسط حجم الأسرة المعيشية 3.00، أما متوسط حجم العائلات فبلغ 2.41.
بلغ العمر الوسطي للسكان 38 عاماً. وكانت نسبة 22.6% من القاطنين تحت سن الثامنة عشر، وكانت نسبة 17.0% بين الثامنة عشر والأربعة وعشرون عاماً، ونسبة 18.9% كانت واقعةً في الفئة العمرية ما بين الخامسة والعشرون حتى والأربعة وأربعون عاماً، ونسبة 24.5% كانت ما بين الخامسة والأربعون حتى الرابعة والستون، ونسبة 17.0% كانت ضمن فئة الخامسة والستون عاماً فما فوق. يوجد لكل 100 أنثى 96.3 ذكر، ويوجد لكل 100 أنثى في الثامنة عشر من عمرها فما فوق 95.2 ذكر.
بلغ متوسط دخل الأسرة في المدينة 28,750 دولار، أما متوسط دخل العائلة فبلغ 36,250 دولار. وكان متوسط دخل الذكور 40,000 دولار مقابل 42,500 دولار للإناث. وسجل دخل الفرد الخاص بالمدينة 16,102 دولار. ولم يكن هناك عوائل تحت خط الفقر، وكانت نسبة 3.6% من غير العوائل تحت خط الفقر،

### تعداد عام 2010
بلغ عدد سكان سيدار رابيدز 126,326 نسمة بحسب تعداد عام 2010، وبلغ عدد الأسر 53,236 أسرة وعدد العائلات 30,931 عائلة مقيمة في المدينة. في حين سجلت الكثافة السكانية 1,784.3 نسمة لكل ميل مربع (688.9/كم2). وبلغ عدد الوحدات السكنية 57,217 وحدة بمتوسط كثافة قدره 808.2 نسمة لكل ميل مربع (312.0/كم2).
وتوزع التركيب العرقي للمدينة بنسبة 87.98% من البيض و 0.31% من الأمريكيين الأصليين و 2.21% من الأمريكيين ذوي الأصول الآسيوية و 0.12% من سكان جزر المحيط الهادئ و 5.58% من الأمريكيين الأفارقة و 2.87% من عرقين مختلطين أو أكثر.
بلغ عدد الأسر 53,236 أسرة كانت نسبة 28.9% منها لديها أطفال تحت سن الثامنة عشر تعيش معهم، وبلغت نسبة الأزواج القاطنين مع بعضهم البعض 42.8% من أصل المجموع الكلي للأسر، ونسبة 11.0% من الأسر كان لديها معيلات من الإناث دون وجود شريك، وكانت نسبة 41.9% من غير العائلات. تألفت نسبة 32.5% من أصل جميع الأسر من أفراد ونسبة 10.3% كانوا يعيش معهم شخص وحيد يبلغ من العمر 65 عاماً فما فوق. وبلغ متوسط حجم الأسرة المعيشية 2.95، أما متوسط حجم العائلات فبلغ 2.31.
بلغ العمر الوسطي للسكان 35.3 عاماً. وكانت نسبة 11.2% بين الثامنة عشر والأربعة وعشرون عاماً، ونسبة 27.4% كانت واقعةً في الفئة العمرية ما بين الخامسة والعشرون حتى والأربعة وأربعون عاماً، ونسبة 24.8% كانت ما بين الخامسة والأربعون حتى الرابعة والستون، ونسبة 13.1% كانت ضمن فئة الخامسة والستون عاماً فما فوق. وتوزع التركيب الجنسي للسكان بنسبة 48.8% ذكور و51.2% إناث.